# Estadio Nemesio Camacho El Campín
El Estadio Nemesio Camacho El Campín, conocido simplemente como El Campín, es el estadio de fútbol más grande de Bogotá, ubicado en la localidad de Teusaquillo, centro-occidente de la capital de Colombia. Fue inaugurado el 10 de agosto de 1938 con una capacidad inicial de 10 000 espectadores, con motivo de los Juegos Bolivarianos que se celebraron en la ciudad, tras obtener la sede de esta primera versión en la sesión del Comité Olímpico Internacional realizada en Berlín en 1936, disputada con Caracas.
En el estadio juegan Millonarios e Independiente Santa Fe, quienes han ganado en 16 y 10 ocasiones respectivamente la Liga colombiana para la ciudad. También ha sido sede ocasional de equipos como Chicó F.C., La Equidad, Fortaleza, Tigres F.C., Bogotá F.C., Academia F.C., El Cóndor, Atlético Huila y Deportivo Pasto.
A comienzos de 2015 fue sede de los partidos del grupo B de los cuadrangulares de ascenso a Primera División del Fútbol Profesional colombiano en la que estuvieron los equipos Cortuluá, Unión Magdalena, América de Cali y Deportivo Pereira.
Además, en cinco ocasiones albergó a otros clubes para disputar la Copa Libertadores: Deportes Tolima en 1982, Atlético Nacional en 1989, América de Cali en el 2000, Boyacá Chicó en el 2008 e Independiente Medellín en el 2010. El Campín es uno de los mejores estadios de fútbol de Colombia y uno de los 100 mejores del mundo, según la revista inglesa For Four Two.
Ha sido la sede de la Selección Colombia para las Eliminatorias Sudamericanas (Conmebol) a los Mundiales de Fútbol, la última vez fue para la eliminatoria del mundial Sudáfrica 2010, sin embargo la Selección Colombia jugó los últimos partidos de la competencia en el Estadio Atanasio Girardot de la ciudad de Medellín.

## Historia

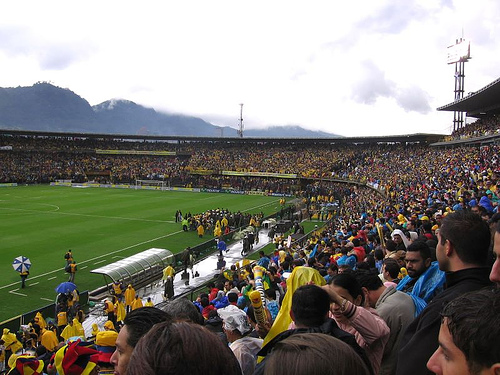
Estadio El Campín durante un partido de la Selección Colombia.

El político y caudillo liberal colombiano Jorge Eliécer Gaitán (en ese momento alcalde de la ciudad) tuvo la idea en 1934 de construir un estadio de fútbol para los bogotanos conmemorando el aniversario 400 de la fundación de la capital y también para recibir los Juegos Bolivarianos de 1938.

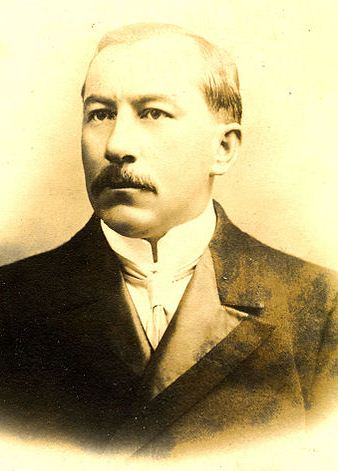
Retrato de Nemesio Camacho Macías.

El concejal Luis Camacho Matiz, hijo de Nemesio Camacho (exgerente del sistema de tranvías), acogió la propuesta, y ofreció la hacienda "El Campín" de su padre (ubicada en la vieja calle Cundinamarca) como terreno para construir el estadio. El nombre procedía de una traducción al español del término inglés "Camping", ya que el sector donde se construyó el escenario era una zona amplia verde muy utilizada para ir a acampar.
Para su construcción fueron designados el ingeniero calculista alemán Federico Leder Müller quien realizó los diseños arquitectónicos, el ingeniero Rafael Arciniegas como constructor y el ingeniero Alberto Dupuy como interventor de la obra. Los trabajos se retrasaron debido a las fuertes lluvias que afectaron a la ciudad durante los meses previos a su inauguración, las cuales hicieron desbordar el río Arzobispo (actualmente canalizado por la Avenida NQS), razón por la cual se inauguró el 10 de agosto de 1938 y no el 6 como estaba originalmente planeado por ser la fecha de la celebración del cuarto centenario de la ciudad.
El primer partido de fútbol que tuvo lugar en el estadio se disputó entre Ecuador y Colombia, el 10 de agosto de 1938, donde la selección de Ecuador enfrentó a la de Colombia representada por el Club Municipal de Deportes equipo oficial de Bogotá; los dos primeros partidos de fútbol de los Juegos Bolivarianos se habían efectuado en el Estadio Alfonso López Pumarejo (inaugurado en 1936). El primer gol lo marcó el colombiano Tomás Emilio Mier.

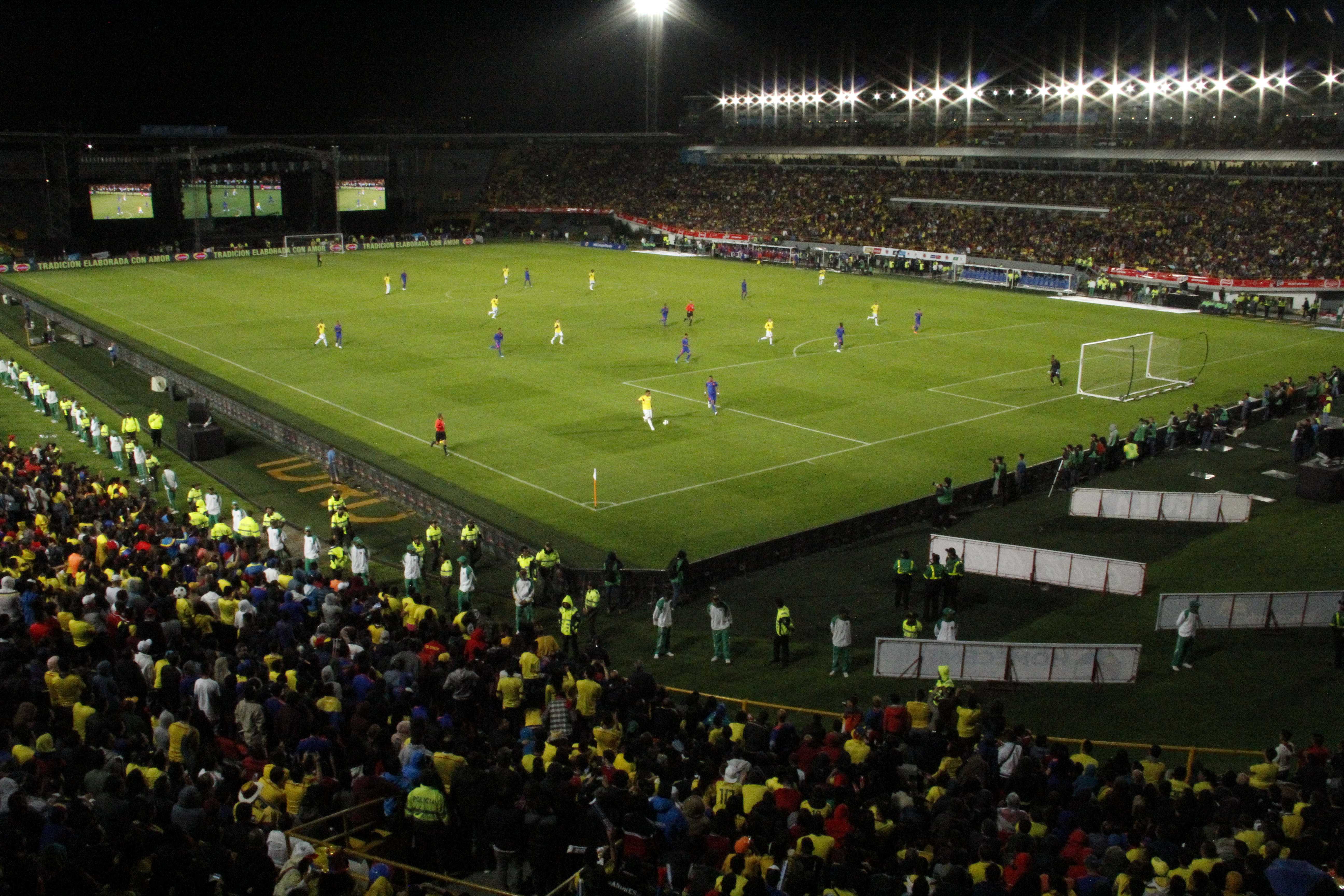
Selección Colombia jugando en el Campín.

Para el primer campeonato de Fútbol Profesional Colombiano en 1948, el estadio ya había sido ampliado hasta una capacidad de 23 500 espectadores sentados, aunque recibía en sobrecupo hasta 25 000. Independiente Santa Fe y Millonarios lo usaron como su casa desde la primera temporada y el tercer equipo de la capital, Universidad, (ya desaparecido) jugaba en la Ciudad Universitaria (estadio con capacidad para 12 000 personas). El Campín en 1948 disfrutó su primer título profesional de su existencia con la conquista de la primera estrella de Independiente Santa Fe.
En 1950 se inició una reconstrucción del estadio por orden del alcalde Fernando Mazuera en la cual se ampliaron las tribunas norte y sur, por lo que Millonarios debe marcharse a jugar al Estadio Alfonso López Pumarejo durante ese año. La reinauguración se llevó a cabo el 20 de julio de 1951, con un doblete de equipos internacionales conformados por jugadores de la liga local: una selección de jugadores de Uruguay contra jugadores de Argentina y una selección de jugadores de Colombia contra jugadores de Paraguay. A partir de este año Millonarios y Santa Fe tomaron definitivamente como su casa el estadio, que quedó con una capacidad de 40.000 espectadores, pero en sobrecupo se elevaba hasta los 45.000.
Las remodelaciones sin embargo continuaron hasta finales de 1952, inclusive cuando se jugaron los dos partidos entre Millonarios-Real Madrid el 5 y 9 de julio por el trofeo Ciudad de Bogotá, su capacidad permitida quedó en 42 000 personas. A este encuentro acudió el Che Guevara cuando todavía era estudiante de Medicina durante su viaje por Sudamérica.
Para 1959 cuando se disputó el primer Torneo Preolímpico contra Brasil, la capacidad se amplió hasta los 48.000 en sobrecupo.
El 29 de noviembre de 1967 se disputó el primer partido con luz artificial, entre Independiente Santa Fe y la Selección de Checoslovaquia.

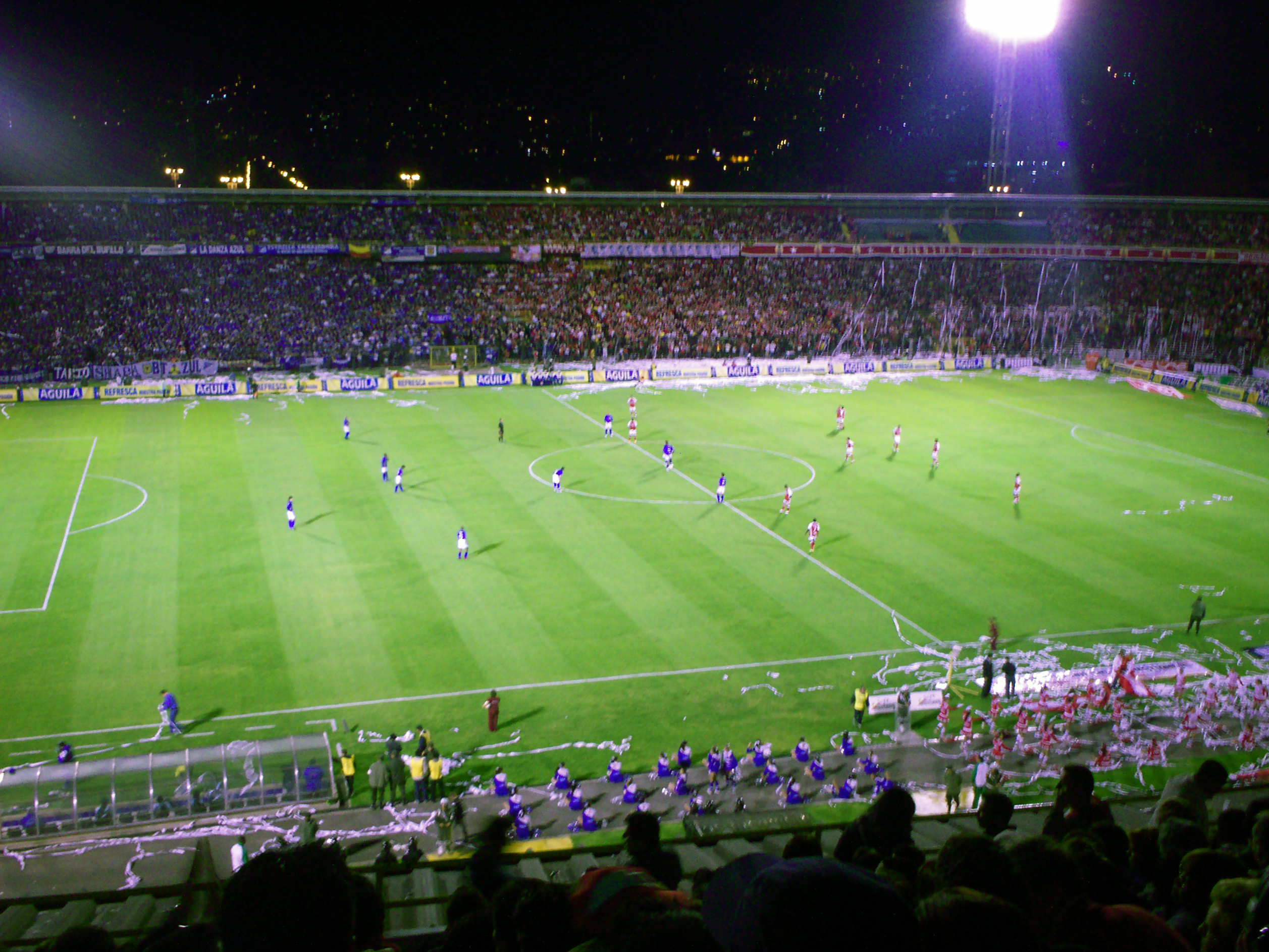
Clásico en "El Campín" con la iluminación artificial.

En 1968 se inició una nueva remodelación y ampliación, se habilitó su capacidad oficial para 57.000 espectadores. Tanto la remodelación de 1959, como la de 1967, contaron con el genio estructural del ingeniero Guillermo González Zuleta. En 1969 se jugó el primer clásico con luz artificial de la historia, además de instalarse el tablero electrónico en la tribuna norte.
La asistencia en la final contra la Selección de Perú de la Copa América 1975 superó las 60.000 personas, esta se fue reduciendo y para 1978, cuando Millonarios fue campeón, ingresaron más de 55.000 espectadores, así como en los títulos del 87 y del 88 y la Copa Libertadores de América. En ese mismo año se completó el Centro Deportivo como lo había dispuesto Luis Camacho cuando cedió los terrenos de su padre, con la construcción del Estadio Campincito, el Movistar Arena y el Centro de Tenis El Campín.
En 1998 cuando se le dotó de sillería en toda la tribuna oriental su capacidad se redujo a 51.300 personas. Para el 2000 cuando se emprendió la más costosa remodelación de su historia para las Eliminatorias 2002, el estadio bajó a una capacidad de 48.300 espectadores y luego con los ajustes hechos para la Copa América 2001, su capacidad se redujo a 46.610 personas.

### Remodelación para el Mundial de Fútbol Sub-20 Colombia 2011

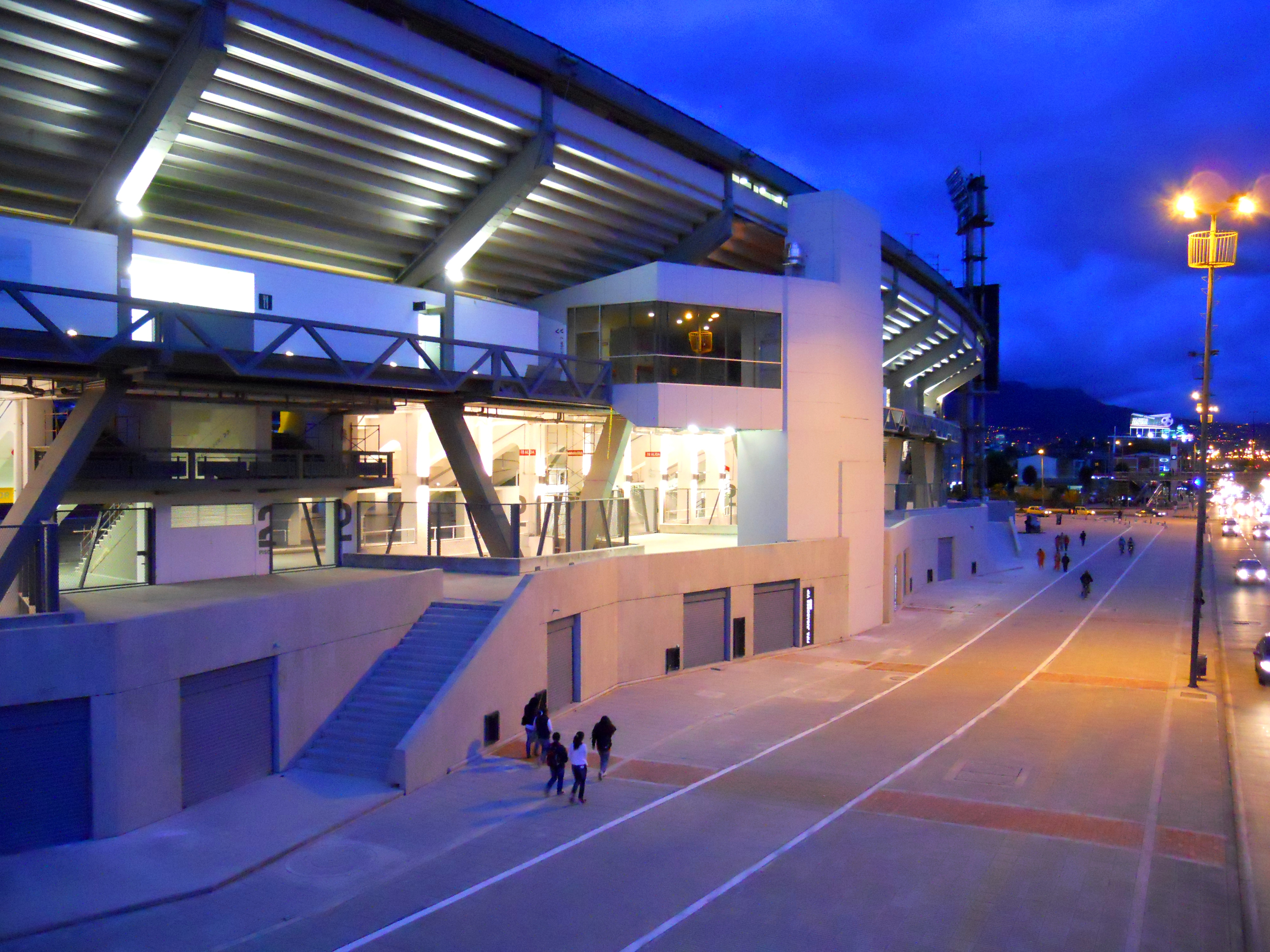
Costado occidental tras la remodelación.

En 2008 se inició una nueva remodelación con miras a la realización de la Copa Mundial Sub 20 en el 2011, que se jugó en Colombia y que tuvo a Bogotá como subsede. El estadio El Campín albergó la final del torneo. Las intervenciones concluidas en 2011 fueron las siguientes:
- En la gradería occidental primer piso se reorganizaron los espacios de jugadores, la organización y la prensa con cuatro nuevos camerinos con dos zonas de calentamiento, uno para árbitros, otro para recoge bolas, una nueva sala de control de dopaje, una enfermería, las circulaciones del público, la prensa, y la organización. Adicionalmente se construyeron una sala de conferencias de prensa, un centro de medios de comunicación, oficinas para la organización y delegados de la FIFA, cuartos de informática, conectividad y telecomunicaciones lo mismo que zonas de locales comerciales sobre la avenida NQS.

- En la gradería occidental segundo piso se creó un nuevo restaurante y zona de comidas, y se adecuó el ingreso del público directamente al segundo nivel del estadio. En el tercer piso se remodeló la zona de palcos y las zonas vip. En el cuarto piso de remodelaron las cabinas de transmisión.

Su capacidad quedó finalmente en 36 343 espectadores según datos oficiales de FIFA. El costo de la remodelación ascendió a más de US$15 000 000 (26 mil millones de pesos).

### Cambio de grama 2016
En 2016 se inició un proceso para cambiar la gramilla. Trabajo que abarcaría tres meses y tendría el costo de 900 Millones de pesos. Además del cambio de la grama se cambió la silleteria de la tribuna oriental platea. Además se invirtió en cambio de arcos, mejoras en los banquillos y la implementación de gramilla sintética alrededor de la cancha de fútbol.

### Remodelación en APP con Sencia
En septiembre de 2023 la alcaldesa de Bogotá Claudia López presentó el proyecto de remodelación del estadio El Campín bajo la figura de alianza público-privada (APP). El 29 de diciembre de 2023 se adjudicó el proyecto para realizar la reconstrucción del estadio, así como también un auditorio para la Orquesta Filarmónica de Bogotá.
El 30 de octubre de 2024 se firmó el acta de inicio para la remodelación del complejo. Las obras del nuevo estadio fueron programadas para iniciar en noviembre de 2025, dichas obras se realizarán por fases, las cuales contemplan la demolición de la tribuna oriental y su reconstrucción, lo mismo con las tribunas norte y sur, y finalmente con la tribuna occidental. 
Sin embargo, el proyecto sufrió modificaciones, que prorrogaron el inicio de obras y la presentación final del proyecto. 
No fue sino hasta el 6 de agosto de 2025, durante la celebración del cumpleaños 487 de Bogotá, que se definió el cronograma de obras y cómo se desarrollaría la remodelación. Ya no se realizaría una construcción por fases, sino que se definió construir un nuevo estadio, desde cero, más al oriente de donde se encontraba el Campín, mientras el estadio antiguo seguía siendo usado para el fútbol, manteniendo el 100% del aforo disponible, para así, en diciembre de 2027 entregar el nuevo estadio El Campín, y demoler el antiguo. Se definió que las obras inciarían en mayo de 2026.

## Ubicación

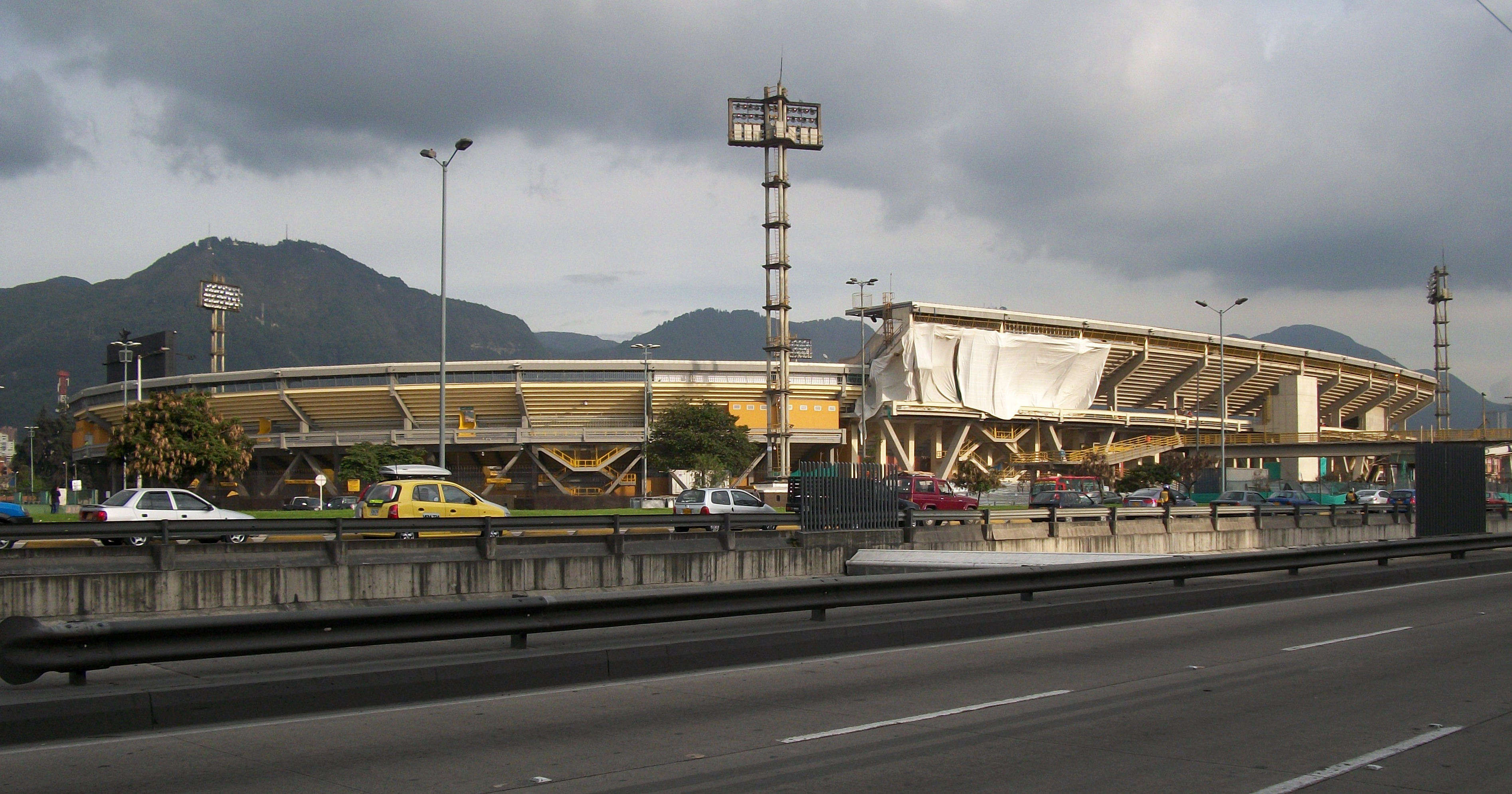
El estadio en remodelación desde la Avenida NQS.

El estadio El Campín se encuentra ubicado en el barrio del mismo nombre, en la localidad bogotana de Teusaquillo, más concretamente en la avenida Norte-Quito-Sur (NQS) con la calle 57. A él se puede llegar a través del sistema TransMilenio pues cuenta con las estaciones Campín - Universidad Antonio Nariño y Movistar Arena en la NQS. También puede servirse de las estaciones Calle 57 y Calle 63 en la avenida Caracas.
Además cuenta con múltiples rutas del servicio de buses, busetas y microbuses de transporte colectivo en vías como la NQS, la calle 53, la calle 57, la calle 63 y la carrera 24, principalmente.

## Características
- Capacidad luego de la remodelación para el Mundial Sub-20 de 2011: 36 343 espectadores.[1]

- Las dimensiones de la cancha son de 105 metros por 68 metros.
- El estadio fue construido en 1938 y tuvo su primera gran remodelación en 1968.
- En la actualidad, el estadio cumple las condiciones para albergar eventos de grandes magnitudes como la Copa América que recibió en 2001.
- El estadio tiene una estructura sismorresistente.
- 5 camerinos (uno para los árbitros).
- 2 ascensores en la tribuna occidental.
- Tiene 42 entradas y 48 salidas.
- Para casos de emergencia, hay 6 salidas a gramilla.
- Está dotado con 48 baterías de sanitarios.
- Cuenta con servicio gratuito de Internet inalámbrico WiFi.[cita requerida]
- El 4 de marzo de 2007 el estadio fue entregado debido al reforzamiento de sus estructuras, recibió una remodelación general de sus tribunas y de su iluminación, así como a la reparación de algunos sectores de la tribuna, y el cambio total de su gramilla.
- El estadio cuenta con 2 tableros electrónicos. Uno está ubicado en la parte norte, así mismo hay otra pantalla electrónica de un tamaño mayor ubicada en los exteriores del estadio hacia la tribuna occidental.[37]
- Tiene 24 sillas en cada camerino.
- Tiene 69 sillas por cada 69 personas involucradas.

## Eventos

### Deportes

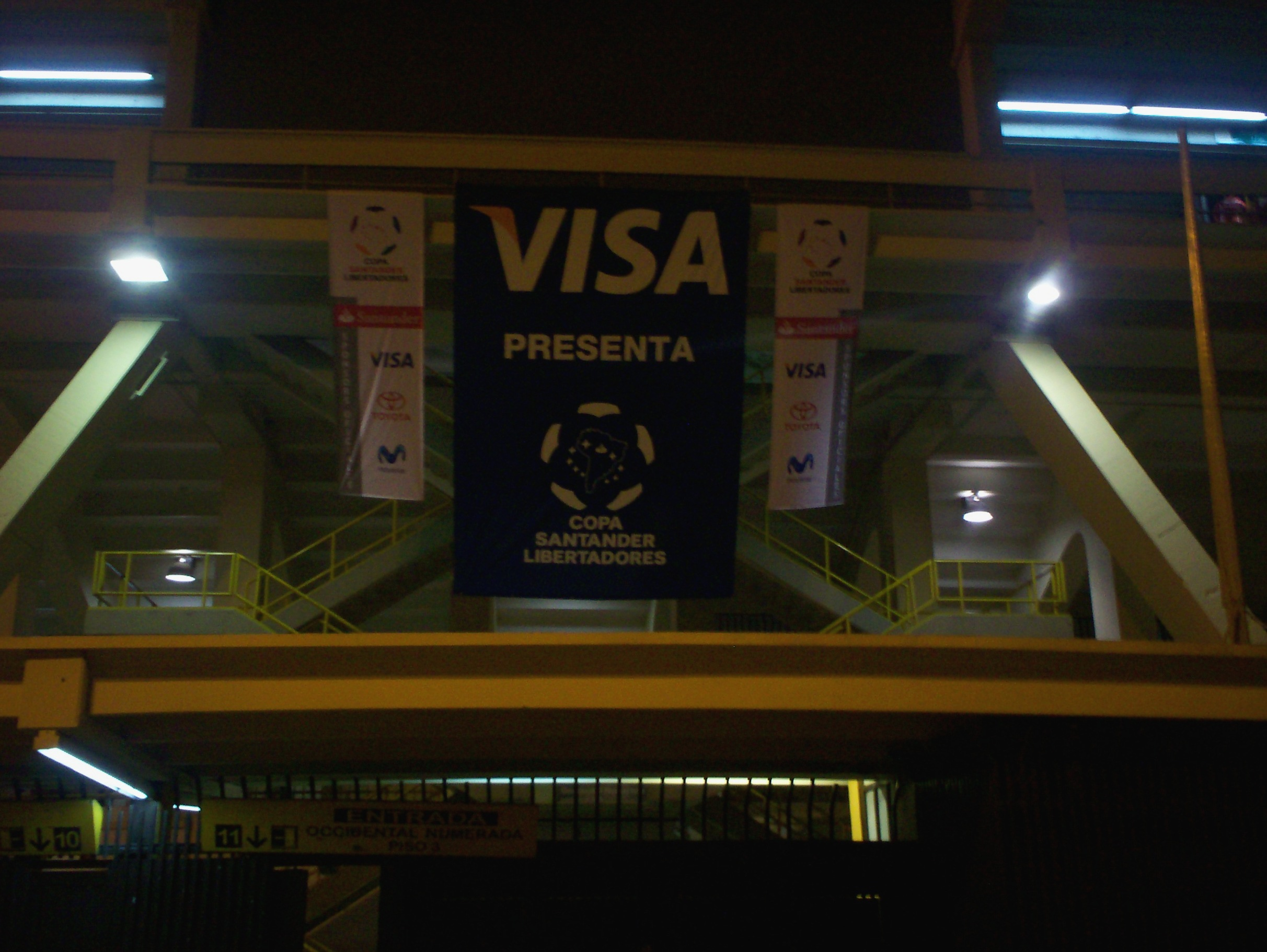
Logo de la Copa Libertadores de América en el Estadio El Campín.

- Sede de los Juegos Bolivarianos de 1938 (Junto al Estadio Alfonso López Pumarejo de la Ciudad Universitaria de Bogotá)
- Subsede de los Juegos Panamericanos de 1971.
- Sede de la selección Colombia en las eliminatorias a los Campeonatos Mundiales de Suecia 1958, Chile 1962, México 1970, Alemania 1974, Argentina 1978, España 1982, México 1986, Corea/Japón 2002 y Sudáfrica 2010.
- Sede del Campeonato Sudamericano de 1964.
- Sede de los campeonatos Preolímpicos a los JJ.OO. de México 1968, Múnich 1972 y Moscú 1980.
- Sede de las finales de la Copa América 1975 y de la Copa América 2001.
- Sede del Deportes Tolima en la Copa Libertadores de América de 1982.
- Sede de la final de la Copa Libertadores de América de 1989, donde el Atlético Nacional logró el primer título para Colombia.
- Sede del América de Cali en la Copa Libertadores del 2000, debido a remodelaciones en el Estadio Olímpico Pascual Guerrero de Cali.
- Sede de la final de la Copa Conmebol de 1996.
- Sede de las finales de la Copa Merconorte de 1999, 2000 y 2001.
- Juegos Atléticos Nacionales de 2004.
- Sede de los cuadrangulares finales del Torneo Apertura 2004 y el Torneo Finalización 2004 del Chicó FC cuando representaba a la ciudad de Bogotá.
- Sede del Boyacá Chicó en la Copa Libertadores 2008.
- Sede del Independiente Medellín en la Copa Libertadores 2010.
- Sede de la Copa Mundial de Fútbol Sub-20 de 2011.
- Sede a comienzos de 2015 de los partidos del grupo B de los cuadrangulares de ascenso a Primera División del Fútbol Profesional Colombiano en la que estuvieron los equipos Cortuluá, Unión Magdalena, América de Cali y Deportivo Pereira.
- Sede de la Final de la Copa Sudamericana de 2015 donde el Independiente Santa Fe logró el primer título continental en su historia y el primero para Colombia en dicha competición
- Sede de la Copa América 2021.[48][49][50]

#### Final de Copa Libertadores 1989
| Fecha              | Fase  | Equipo            |                     | Resultado   |                     | Equipo  | Espectadores |
| ------------------ | ----- | ----------------- | ------------------- | ----------- | ------------------- | ------- | ------------ |
| 31 de mayo de 1989 | Final | Atlético Nacional | Bandera de Colombia | 2 - 2 (5-4) | Bandera de Paraguay | Olimpia | 50 000       |

#### Copa América 2001
| Fecha               | Fase         | Equipo   |                     | Resultado  |                     | Equipo   | Espectadores |
| ------------------- | ------------ | -------- | ------------------- | ---------- | ------------------- | -------- | ------------ |
| 29 de julio de 2001 | Tercer lugar | Uruguay  | Bandera de Uruguay  | 2 - 2(4-5) | Bandera de Honduras | Honduras | 43 500       |
| 29 de julio de 2001 | Final        | Colombia | Bandera de Colombia | 1 - 0      | Bandera de México   | México   | 50 699       |

#### Copa Mundial de Fútbol Sub-20 de 2011

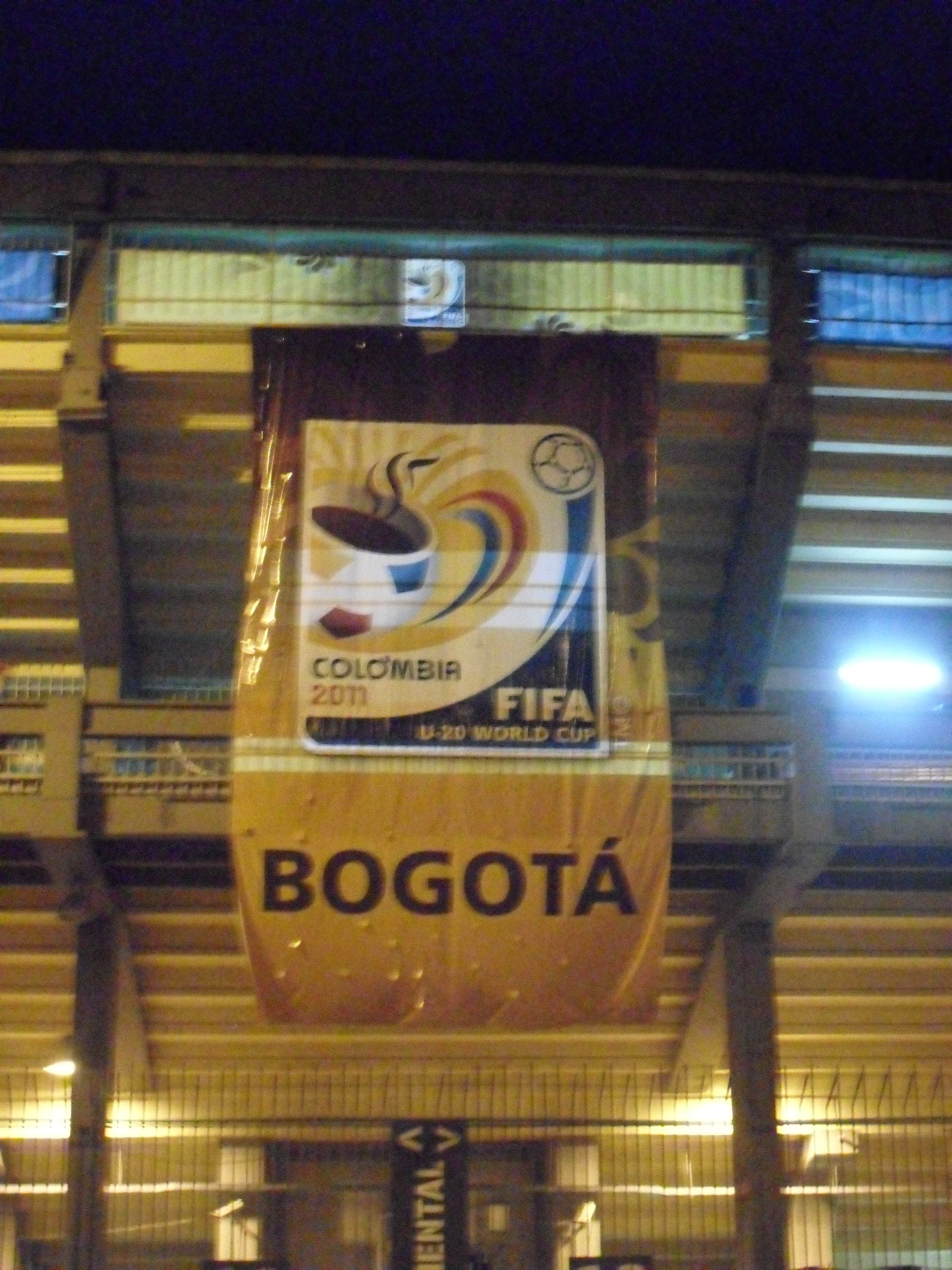
Pancarta en el Estadio Nemesio Camacho El Campín, de Bogotá, promocionando la Copa Mundial de Fútbol Sub-20 de 2011.

El estadio Nemesio Camacho El Campín albergó 10 partidos de dicha competición mundial, entre los días 30 de julio y 20 de agosto: cinco por el Grupo A, uno por el Grupo B, uno de los octavos de final, uno de cuartos, el partido por el tercer puesto y la gran final
| Fecha                | Fase             | Equipo   |                     | Resultado |                          | Equipo        | Espectadores |
| -------------------- | ---------------- | -------- | ------------------- | --------- | ------------------------ | ------------- | ------------ |
| 30 de julio de 2011  | Grupo A          | Malí     | Bandera de Mali     | 0 - 2     | Bandera de Corea del Sur | Corea del Sur | 36 111       |
| 30 de julio de 2011  | Grupo A          | Colombia | Bandera de Colombia | 4 - 1     | Bandera de Francia       | Francia       | 36 111       |
| 2 de agosto de 2011  | Grupo A          | Francia  | Bandera de Francia  | 3 - 1     | Bandera de Corea del Sur | Corea del Sur | 36 103       |
| 2 de agosto de 2011  | Grupo A          | Colombia | Bandera de Colombia | 2 - 0     | Bandera de Mali          | Malí          | 36 103       |
| 5 de agosto de 2011  | Grupo B          | Uruguay  | Bandera de Uruguay  | 0 - 1     | Bandera de Camerún       | Camerún       | 36 082       |
| 5 de agosto de 2011  | Grupo A          | Colombia | Bandera de Colombia | 1 - 0     | Bandera de Corea del Sur | Corea del Sur | 36 082       |
| 9 de agosto de 2011  | Octavos de final | Colombia | Bandera de Colombia | 3 - 2     | Bandera de Costa Rica    | Costa Rica    | 36 084       |
| 13 de agosto de 2011 | Cuartos de final | México   | Bandera de México   | 3 - 1     | Bandera de Colombia      | Colombia      | 35 969       |
| 20 de agosto de 2011 | Tercer lugar     | México   | Bandera de México   | 3 - 1     | Bandera de Francia       | Francia       | 36 058       |
| 20 de agosto de 2011 | Final            | Brasil   | Bandera de Brasil   | 3 - 2     | Bandera de Portugal      | Portugal      | 36 058       |

#### Final de Copa Sudamericana 2015
| Fecha                  | Fase  | Equipo   |                     | Resultado   |                      | Equipo  | Espectadores |
| ---------------------- | ----- | -------- | ------------------- | ----------- | -------------------- | ------- | ------------ |
| 9 de diciembre de 2015 | Final | Santa Fe | Bandera de Colombia | 0 - 0 (3-1) | Bandera de Argentina | Huracán | 38 000       |

#### Copa Mundial Femenina de Fútbol Sub-20 de 2024
El estadio Nemesio Camacho El Campín albergó 10 partidos de dicha competición mundial, entre los días 31 de agosto y 22 de septiembre: cinco por el Grupo A, uno por el Grupo B, dos de los octavos de final, el partido por el Tercer puesto y la Final.
| Fecha                    | Fase             | Equipo          |                            | Resultado |                             | Equipo         | Espectadores |
| ------------------------ | ---------------- | --------------- | -------------------------- | --------- | --------------------------- | -------------- | ------------ |
| 31 de agosto de 2024     | Grupo A          | Camerún         | Bandera de Camerún         | 2 - 2     | Bandera de México           | México         | 18 111       |
| 31 de agosto de 2024     | Grupo A          | Colombia        | Bandera de Colombia        | 2 - 0     | Bandera de Australia        | Australia      | 32 127       |
| 3 de septiembre de 2024  | Grupo A          | México          | Bandera de México          | 2 - 0     | Bandera de Australia        | Australia      | 15 415       |
| 3 de septiembre de 2024  | Grupo A          | Colombia        | Bandera de Colombia        | 1 - 0     | Bandera de Camerún          | Camerún        | 30 644       |
| 6 de septiembre de 2024  | Grupo A          | Australia       | Bandera de Australia       | 0 - 2     | Bandera de Camerún          | Camerún        | 3 035        |
| 6 de septiembre de 2024  | Grupo B          | Canadá          | Bandera de Canadá          | 0 - 2     | Bandera de Brasil           | Brasil         | 4 531        |
| 11 de septiembre de 2024 | Octavos de final | Brasil          | Bandera de Brasil          | 3 - 1     | Bandera de Camerún          | Camerún        | 2 953        |
| 11 de septiembre de 2024 | Octavos de final | México          | Bandera de México          | 2 - 3     | Bandera de Estados Unidos   | Estados Unidos | 4 352        |
| 21 de septiembre de 2024 | Tercer puesto    | Estados Unidos  | Bandera de Estados Unidos  | 2 - 1     | Bandera de los Países Bajos | Países Bajos   | 11 008       |
| 22 de septiembre de 2024 | Final            | Corea del Norte | Bandera de Corea del Norte | 1 - 0     | Bandera de Japón            | Japón          | 32 908       |

### Conciertos
Durante las décadas de los ochenta y noventa, El Campín era el escenario habitual para los conciertos en la ciudad, entre los cuales se destacaron el Concierto de Conciertos en 1988, el de Guns N' Roses en 1992, el de Bon Jovi en 1995, el de Soda Stereo en 1996, entre otros. Sin embargo, tras la última remodelación del estadio, un decreto prohibió todos los conciertos musicales en dicho escenario para proteger la gramilla del campo de juego. A partir de entonces, estos eventos se programaron exclusivamente en otros escenarios como el Parque Simón Bolívar, el Palacio de los Deportes, el Movistar Arena, la Plaza de toros de Santamaría, el Parque Jaime Duque o Corferias. Recientemente el estadio ha vuelto a utilizarse para conciertos como el de Paul McCartney en abril de 2012, Lady Gaga en noviembre de 2012, Justin Bieber en octubre de 2013, One Direction en abril de 2014, Foo Fighters en enero de 2015, Kiss en abril de 2015, The Rolling Stones en marzo de 2016, Coldplay en abril de 2016, Roger Waters en noviembre de 2018, Guns N' Roses en octubre de 2022 y Iron Maiden en noviembre de 2024.
En 1992 durante el III Festival Iberoamericano de Teatro se realizó una obra teatral mezclado con el Fútbol llamado Fútbol Teatral se enfrentaban El Teatro Taller de Colombia contra el Footsbarn Theatre de Europa.